# Gruta de Bidau Masau

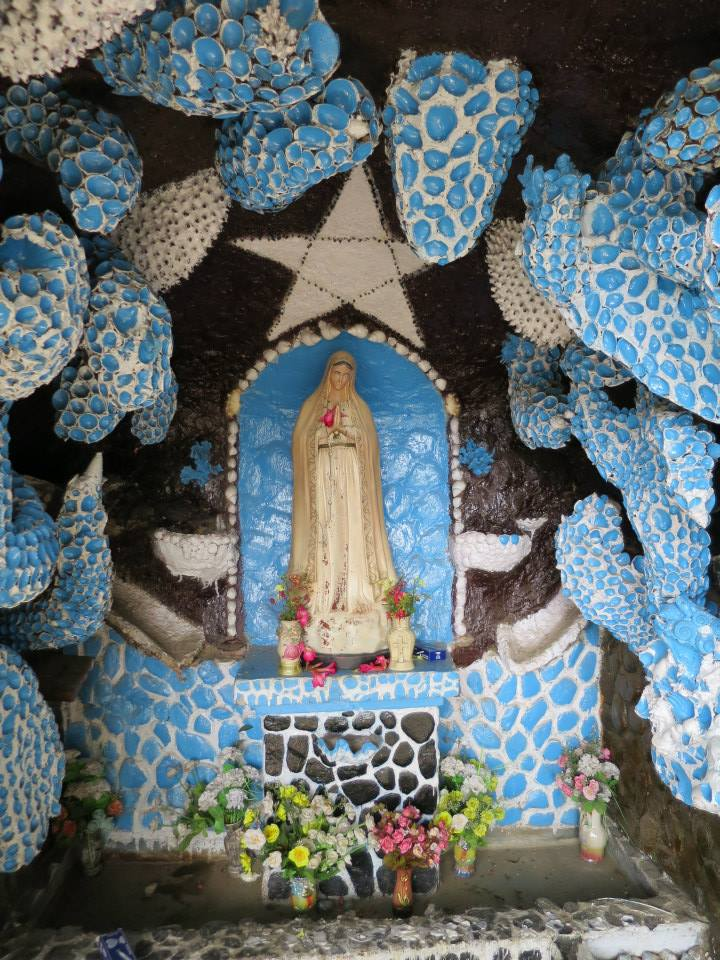
Marienstatue in der Gruta

Die Gruta de Nossa Senhora de Bidau Masau (deutsch Grotte Unserer Lieben Frau von Bidau Masau) ist eine Mariengrotte in Masau (Aldeia Sagrada Familia, Suco Bidau Santana, Verwaltungsamt Cristo Rei), einem Stadtteil der osttimoresischen Landeshauptstadt Dili. Sie befindet sich im Ortsteil Bidau Masau (Bidau Massau), nahe dem Hospital Nacional Guido Valadares und der hiesigen Schule. Die Grotte ist der Unbefleckten Empfängnis (portugiesisch Imaculada Conceição) geweiht.

## Mythologischer Hintergrund

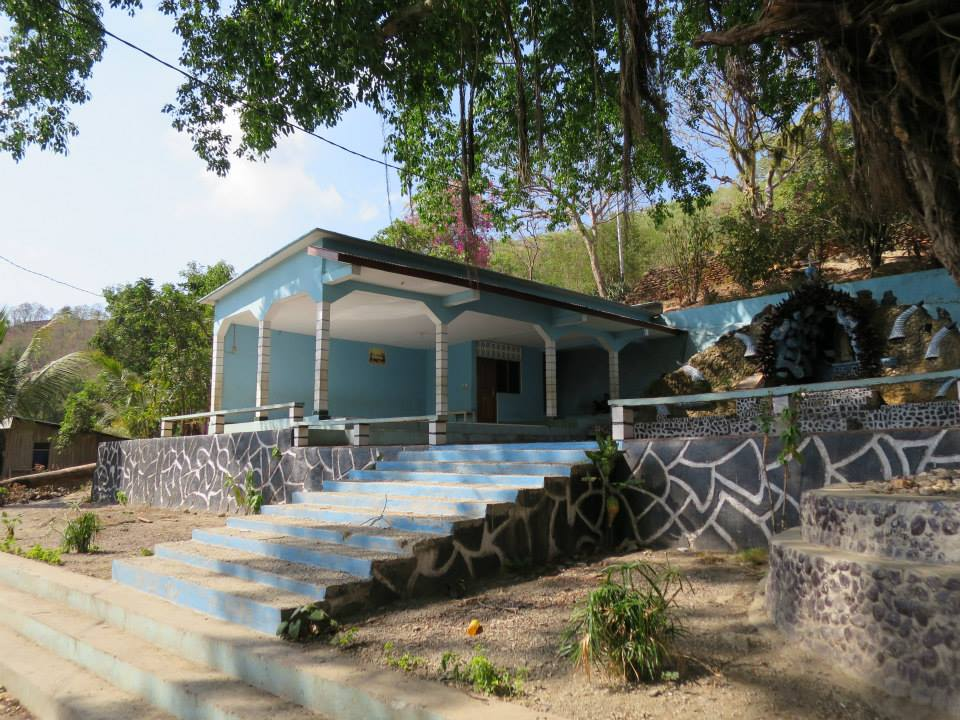
Überblick über die Anlage

Die Grotte selbst wurde im Schatten eines heiligen Baumes (Hali-Un) am 15. November 1991 errichtet, nur drei Tage nach dem Santa-Cruz-Massaker. Möglicherweise sollte die Grotte an die Opfer des Massakers erinnern, aber der Ort gilt von jeher als heilig (tetum lulik). Unweit der heutigen Grotte soll es am Berg Camea (Foho Camea) eine Höhle namens Fatu Kuak gegeben haben, in der eine Quelle früher Trinkwasser lieferte. Das Wasser, das aus einer Felswand lief, galt als magisch. Nur jene mit reinem Herzen könnten das Wasser nehmen, weil die magische Riesenschlange Foho-Samea sie bewachte. Berg und Schlange werden gleichgesetzt und sind Namensgeber des benachbarten Suco Camea. Seit der indonesischen Invasion 1975 soll die mythische Riesenschlange nicht mehr gesehen worden sein. 1977 wurde auf dem Berg ein Kreuz errichtet. Die Höhle Fatu Kuak, das Kreuz auf dem Berg Camea und der heilige Baum Hali-Un bilden ein Dreieck.
Um die Jahreswende 1989/1990 sollen Kinder in der Abenddämmerung 24 weißgekleidete Frauen in Zweierreihen aus der Höhle kommen gesehen haben. Die Frauen schienen von innen her zu leuchten, die Gesichter waren durch Schleier verhüllt. Am Ende der Gruppe soll nach der Legende die Jungfrau der unbefleckten Empfängnis erschienen sein, die Hände zum Gebet gefaltet und mit traurigem Gesicht. Die Kinder folgten der Prozession, die zum heiligen Baum Hali-Un führte. In den letzten Strahlen der Sonne verschwanden die Frauen angeblich an der Stelle, wo heute die künstliche Mariengrotte steht.
Von der einheimischen Bevölkerung wird diese Erscheinung als Vorzeichen gesehen, das das Massaker 1991 ankündigte. Die Zahl der Frauen in Buße soll die Dauer der indonesischen Besatzung symbolisieren, deren Besatzung 1999 nach 24 Jahren beendet wurde. Maria im Gebet wird als Omen für die Unabhängigkeit Osttimors angesehen.
Weitere Legenden berichten von einem Tunnelsystem, mit dem Krieger zur Verteidigung Dilis von Fatu Kuak zur monumentalen Christusstatue im Osten der Stadt gelangen können. Einem Lian Nain soll im Traum befohlen worden sein, eine Promenade zwischen Mariengrotte und Höhle anzulegen. Die Höhle solle mit einer Treppe mit dem Gipfelkreuz verbunden werden und dort eine Kapelle entstehen. Die mythische Schlange würde dann die Timoresen mit dem Wasser der heiligen Quelle segnen.
Als Kinder um die Jahreswende von 2009/2010 Steine in die Höhle Fatu Kuak schleuderten, sollen viele Schlangen hervorgekommen sein, um den Eingang zu schützen. Am nächsten Tag gab es einen großen Platzregen und ein roter Wasserschwall („das Blut des Berges Camea“) soll, vom Berg Camea kommend, Bidau Masau geflutet haben. Die Farbe könnte durch rote Erde entstanden sein.

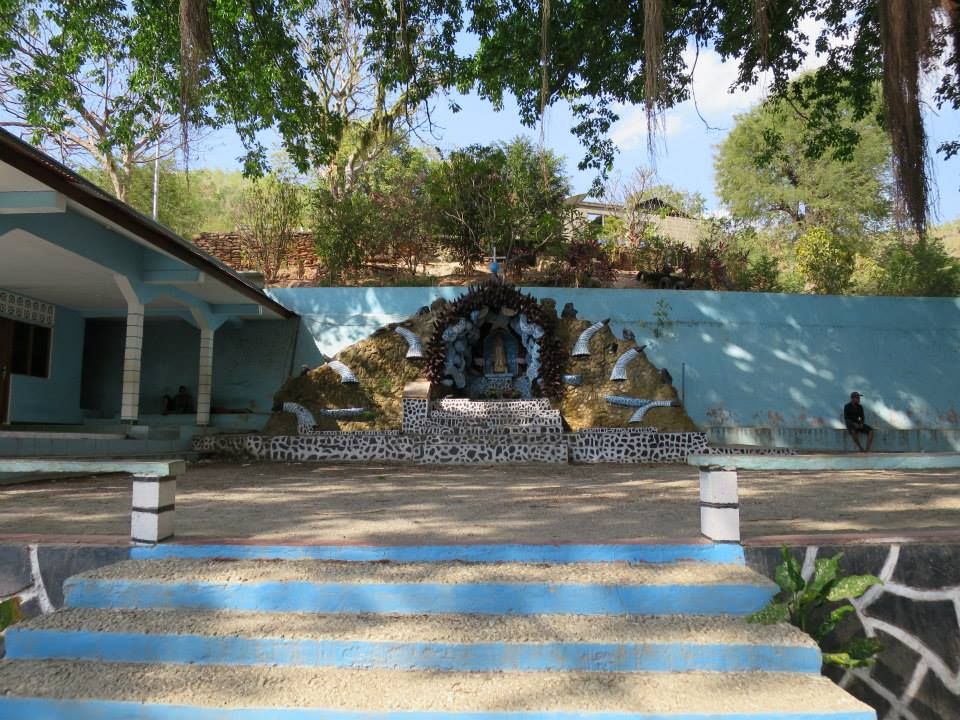
Die Mariengrotte
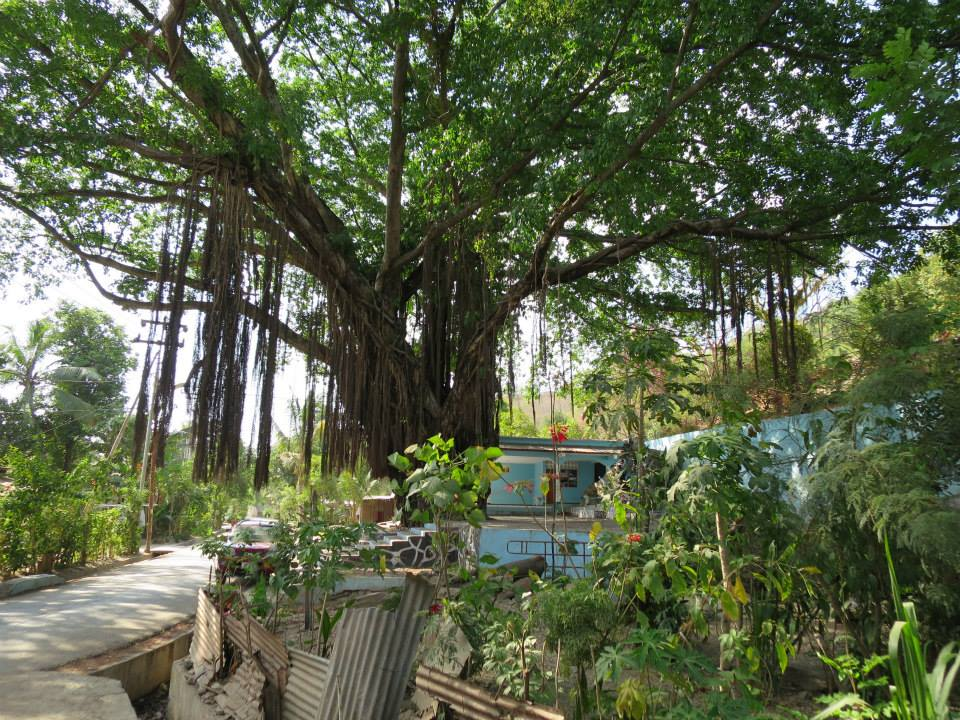
Der heilige Baum Hali-Un
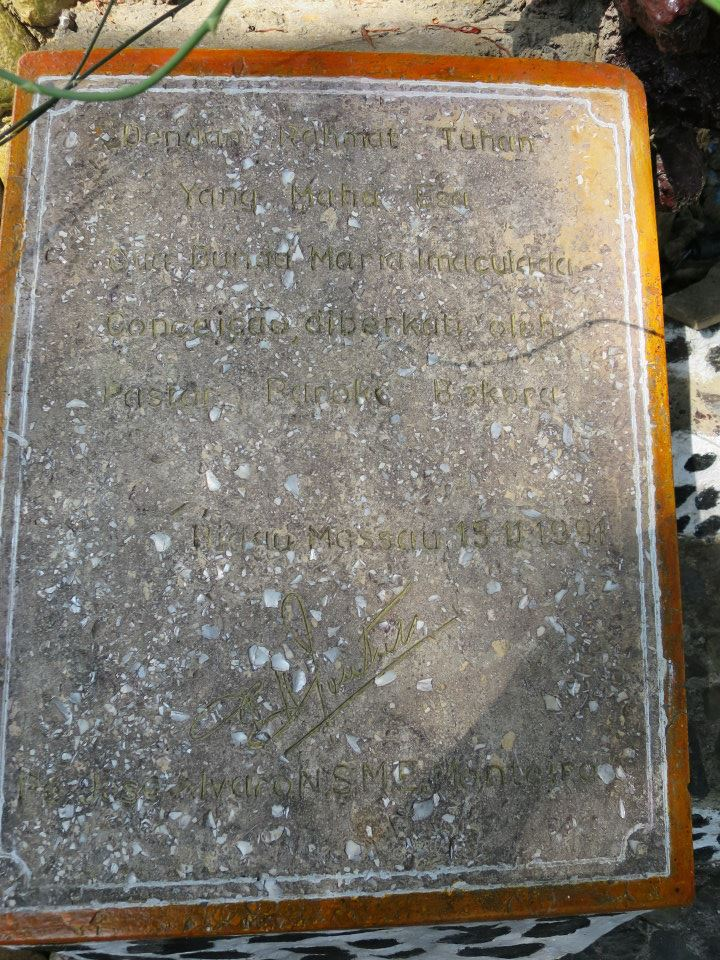
Gedenktafel zur Einweihung